# Eddie Palmieri
Pour les articles homonymes, voir Palmieri.
 (août 2025).
Si vous disposez d'ouvrages ou d'articles de référence ou si vous connaissez des sites web de qualité traitant du thème abordé ici, merci de compléter l'article en donnant les références utiles à sa vérifiabilité et en les liant à la section « Notes et références ».
Eduardo Palmieri Morales, dit Eddie Palmieri, né le 15 décembre 1936 à New York (État de New York) et mort le 6 août 2025 à Hackensack (New Jersey), est un pianiste américain, compositeur, arrangeur, producteur et leader de groupes de musique latine.

## Biographie
Eddie Palmieri naît le 15 décembre 1936 dans le sud du Bronx (New York), de parents portoricains. Il est le frère de Charlie Palmieri, considéré plutôt comme un artiste de jazz.
Il commence à jouer du piano à l'âge de huit ans. Il a aussi joué des timbales et a voulu se spécialiser dans cet instrument, mais change d'avis après plusieurs concerts avec le groupe de son oncle.
Il développe un style avant-gardiste et une technique de piano peu orthodoxe en jouant avec un grand nombre de groupes pendant les années 1950, notamment l'orchestre de Tito Rodríguez.
En 1955 il devient professionnel comme membre de l'orchestre de Johnny Segui et le groupe est devenu Orlando Marin Conjunto.
Cependant, le fait d'être trop zélé sur le clavier provoque son renvoi. Il   remplace alors son frère Charlie comme pianiste de l'orchestre de Vicentico Valdes (ex-chanteur de Tito Puente), avant de rejoindre le big band de Tito Rodríguez entre 1958-60.
Durant les années 1960, il forme son propre orchestre pour présenter son style unique et est récompensé par un Grammy pour ses contributions à la musique salsa.
Il quitte l'orchestre de Tito Rodríguez pour travailler seul. En 1961, il forme son propre orchestre, La Perfecta, un des orchestres de musique latine les plus actifs de New York et ont signé avec le label Alegre d'Al Santiago, qui a produit leur premier album Eddie Palmieri And His Conjunto La Perfecta en 1962.
En 1963, le tromboniste brésilien Jose Rodrigues rejoint La Perfecta ; il devient un habitué des musiciens accompagnant Eddie Palmieri dans les années 1980.
Eddie Palmieri et son orchestre sortent deux nouveaux albums sur Alegre avant de signer chez Tico en 1964, chez qui ils sortent Echando Pa'lante. Il a sorti nouveaux cinq albums avec La Perfecta, y compris deux avec le vibraphoniste de latin jazz Cal Tjader, avant que l'orchestre ne soit dissout en 1968.
Après le démantèlement de La Perfecta, Palmieri utilise des instrumentations variées sur ses albums. Sur le premier, Champagne en 1968, figurent le trompettiste Alfredo "Chocolate" Armenteros et le bassiste Israel « Cachao » López. L'enregistrement contenait du boogaloo (ou Latin Soul), style qui fusionne le Rythm'n'blues/Soul avec la musique Latine qui était à la mode à l'époque.
Plus tard Eddie Palmieri considère que le boogaloo a marqué un déclin dans la créativité de la musique latine, causé par l'isolement de Cuba des États-Unis[pas clair].
Eddie Palmieri aborde la question de l'injustice économique et sociale aux États-Unis sur Justicia en 1969. Son frère Charlie Palmieri apparaît à l'orgue sur cet album et d'autres enregistrements d'Eddie Palmieri, publiés entre 1971 et 1974, dont des expériences de fusion avec le R&B avec le groupe Harlem River Drive. Ils donnent à cette époque des concerts à la prison de Sing Sing et à l'Université de Porto Rico.
Eddie Palmieri signe avec le label Coco Records d'Harvey Averne et sort Sentido en 1973. Il sort Sun Of Latin Music (Le soleil de la musique latine) en 1974.
En 1976, l'album gagne un Grammy dans la catégorie musique latine nouvellement créée.
Unfinished Masterpiece (Chef-d'œuvre inachevé), qu'il n'a pas voulu publier, sort en 1976,  et il reçoit à nouveau un Grammy.
Après une pause, Eddie Palmieri sort Lucumi Macumba Voodoo sur la major Epic Records en 1978, qui a pour thème les religions de Cuba (santeria), du Brésil (candomblé) et d'Haïti (vaudou), dérivées de religions africaines.
Le disque fut un flop, au grand regret d'Eddie Palmieri. Entre 1978 et 1987 Eddie Palmieri sort cinq albums, tous sélectionnés aux Grammy.
La Verdad a gagné un cinquième Grammy avec Tony Vega comme chanteur principal.
Eddie émigre à Porto Rico en 1983, mais le manque de travail régulier en raison du rejet par beaucoup de producteurs et musiciens, a provoqué son retour à New York avec un sentiment de frustration. Il a fait en 1986 sa seule apparition au Royaume-Uni.
Palmieri signe avec une autre major, Capitol Records, avec Sueño en 1989, contenant quatre réinterprétations de ses titres précédents, avec l'apparition du saxophoniste alto de jazz fusion David Sanborn.
En 1992, avec La India, il sort Llego La India (Via Eddie Palmieri)".
Il a participé au tout dernier album de Tito Puente, Obra Maestra.
Son album Ritmo Caliente (Concord Records) est sélectionné au prix Billboard de musique latine 2004.
Eddie Palmieri a produit une grande variété de musique d'avant-garde au cours de sa carrière.
Son art s'exprime dans des styles aussi divers que la rumba, le jazz et la salsa, et les styles  populaires qu'il a créés. Sa maîtrise du piano se ressent sur le suave Para Que Escuchen sur l'album El Rumbero del Piano.
Eddie Palmieri meurt le 6 août 2025, à l'âge de 88 ans, à son domicile de Hackensack dans le New Jersey,.

## Discographie
- La Perfecta, 1962
- El Molestoso, 1963
- Lo Que Traigo Es Sabroso, 1964
- Echando Pa'lante (Straight Ahead), 1964
- Azucar Pa'ti (Sugar for You), 1965
- Mozambique, 1965
- El Sonido Nuevo: The New Soul Sound, 1966 (avec Cal Tjader)
- Bamboleate, 1967 (avec Cal Tjader)
- Molasses, 1967
- Champagne, 1968
- Justicia, 1969
- Superimposition, 1970
- Vamonos Pa'l Monte, 1971
- Live At the University of Puerto Rico, 1971
- Harlem River Drive, 1971 (au sein du groupe Harlem River Drive)
- Recorded Live at Sing Sing, Vol. 1, 1972
- Recorded Live at Sing Sing, Vol. 2, 1972
- Sentido, 1972
- The Sun of Latin Music, 1973
- Unfinished Masterpiece, 1974
- Lucumi, Macumba, Voodoo, 1978
- Eddie Palmieri, 1982
- Palo Pa Rumba, 1984
- Solito, 1985
- The Truth, La Verdad, 1987
- Sueno, 1992
- Llego La India via Eddie Palmieri, 1992 (avec La India)
- Palmas, 1994
- Arete, 1995
- Vortex, 1996
- El Rumbero Del Piano, 1998
- Live, 1999
- Masterpiece / Obra Maestra, 2000 (avec Tito Puente)
- En Vivo Italia, 2002
- La Perfecta II, 2002
- Ritmo Caliente, 2003
- Listen Here!, 2005
- The Brian Lynch/Eddie Palmieri Project: Simpático, 2006